# Tathothripa arcuosa
Tathothripa arcuosa är en fjärilsart som beskrevs av George Thomas Bethune-Baker 1906. Tathothripa arcuosa ingår i släktet Tathothripa och familjen trågspinnare. Inga underarter finns listade i Catalogue of Life.